# Frank Orth
Pour les articles homonymes, voir Orth.
Frank Orth est un acteur américain, né le 21 février 1880 à Philadelphie, Pennsylvanie, et mort le 17 mars 1962 à Hollywood, Californie.

## Biographie

### Vie privée
Il est marié avec l'actrice américaine d'origine belge Ann Codee (1890-1961), de 1911 à la mort de celle-ci.

## Filmographie partielle
- 1936 : Two Against the World de William C. McGann
- 1937 : La Révolte (San Quentin) de Lloyd Bacon
- 1937 : Sous-marin D-1 (Submarine D-1) de Lloyd Bacon
- 1938 : Nancy Drew... Detective
- 1939 : Le Secret du docteur Kildare (The Secret of Dr. Kildare) de Harold S. Bucquet
- 1939 : Avocat mondain (Society Lawyer) de Edwin L. Marin
- 1939 : Emporte mon cœur (Broadway Serenade) de Robert Z. Leonard
- 1939 : Nancy Drew et l'escalier secret (Nancy Drew and the Hidden Staircase) de William Clemens
- 1939 : Mon mari court encore (Fast and Furious) de Busby Berkeley
- 1940 : Quai numéro treize (Pier 13) de Eugene Forde
- 1940 : La Dame du vendredi (His Girl Friday) de Howard Hawks
- 1940 : L'Étrange Cas du docteur Kildare (Dr. Kildare's Strange Case) de Harold S. Bucquet
- 1940 : Mexican Spitfire Out West de Leslie Goodwins
- 1940 : Michael Shayne, Private Detective de Eugene Forde
- 1941 : Viens avec moi (Come Live with Me) de Clarence Brown
- 1941 : Nuits joyeuses à Honolulu (Navy Blues) de Lloyd Bacon
- 1942 : Swing au cœur (Footlight Serenade), de Gregory Ratoff
- 1942 : Le Nigaud magnifique (The Magnificent Dope) de Walter Lang
- 1942 : Blue, White and Perfect de Herbert I. Leeds
- 1942 : Qui perd gagne (Rings on Her Fingers) de Rouben Mamoulian
- 1942 : Mon amie Sally (My Gal Sal) d'Irving Cummings
- 1943 : Rosie l'endiablée (Sweet Rosie O'Grady), de Irving Cummings
- 1944 : Buffalo Bill (Buffalo Bill) de William A. Wellman
- 1944 : Tempête sur Lisbonne (Storm Over Lisbon) de George Sherman
- 1945 : She Went to the Races de Willis Goldbeck
- 1945 : Pillow to Post de Vincent Sherman
- 1945 : Doll Face de Lewis Seiler
- 1946 : Wake Up and Dream de Lloyd Bacon
- 1948 : So This Is New York de Richard Fleischer
- 1948 : The Girl from Manhattan  de Alfred E. Green
- 1949 : Feu rouge (Red Light), de Roy Del Ruth
- 1950 : Treize à la Douzaine (Cheaper by the Dozen) de Walter Lang
- 1950 : Le Père de la mariée (Father of the Bride) de Vincente Minnelli
- 1951 : Une veine de... (Double Dynamite) d'Irving Cummings
- 1952 : L'Ivresse et l'Amour (Something to Live For) de George Stevens
- 1953 : Houdini le grand magicien (Houdini) de George Marshall